# Spedizione di al-Muraysi'
La spedizione di al-Muraysi'  ebbe luogo nel dicembre del 627 d.C., nell'8º mese (Sha'ban) del 6º anno dell'Egira del calendario islamico. · 
La tribù dei Banu Mustaliq faceva parte degli Ahâbich, alleati di Quraysh da secoli. Dopo il fallimento del complotto dei Khawâzin, si schierarono con la Mecca e prepararono un esercito per attaccare i seguaci di Maometto. Abitavano tra Yathrib e la Mecca, vicino alla sorgente di al Muraysî, presso Qudayd lungo il Mar Rosso. La notizia del loro piano raggiunse presto Maometto tramite dei mercanti.
Organizzò quindi una rapida controffensiva e partì alla volta dei Banu Mustaliq. La spedizione fu un successo: 200 donne furono catturate e messe a disposizione dei guerrieri, che potevano disporne a loro piacimento, prima che le loro famiglie offrissero una
riscatto. Il bottino comprendeva 200 cammelli, 5 000 pecore e capre e una grande quantità di oggetti domestici, che furono venduti all'asta al miglior offerente..
1/5 del bottino spettava di diritto al capo della spedizione (il profeta dell'Islam).
Secondo il "Nectar Cacheté" e la raccolta di hadith sunnita Sunan Abu Dawud, un solo musulmano fu ucciso per errore da un alleato. Secondo il SAHIH BUKHARI 46/717 "i combattenti maschi furono uccisi e le donne e i bambini presi come prigionieri". ·  · 
Juwayriya bint al-Harith, figlia del capo dei Banu al-Mustaliq, era tra le prigioniere. Accettò di sposare Maometto in cambio della liberazione di 100 prigionieri che si convertirono all'Islam, come risarcimento.